# Sydamerikanska mästerskapet i fotboll 1916
Sydamerikanska mästerskapet i fotboll 1916 spelades i Buenos Aires, Argentina 2-17 juli 1916. Turneringen spelades under Argentinas 100-årskalas som självständig stat. Turneringen vanns av Uruguay, som spelade lika med Argentina i sista omgången.

## Deltagare
Inget kvalspel tillämpades. Argentina, Brasilien, Chile och Uruguay deltog i mästerskapet. Lagen spelade i en serie där alla mötte alla (enkelserie, Round-Robin), där vinst gav två poäng, oavgjort en och förlust noll.

## Spelplatser
Samtliga matcher var planerat innan turneringens start att spelas på Estadio GEBA. I finalen den 16 juli utbröt ett sammandrabbning mellan åskådarna och matchen fick avbrytas efter fem minuters spel. En brand på läktaren gjorde att matchen fick flyttas till Estadio Racing Club
| Ort          | Arena               | Hemmalag                  | Publikkapacitet |
| ------------ | ------------------- | ------------------------- | --------------- |
| Avellaneda   | Estadio Racing Club | Racing Club de Avellaneda | 30 000          |
| Buenos Aires | Estadio GEBA        | Club GEBA                 | 18 000          |

## Domare
Fyra huvuddomare, ett från vardera nation som deltog i turneringen fick döma matcherna. 
| - Hugo Gronda (Argentina) | - Sidney Pullen (Brasilien) | - Carlos Fanta (Chile) | - León Peyrou (Uruguay) |

## Spelartrupper

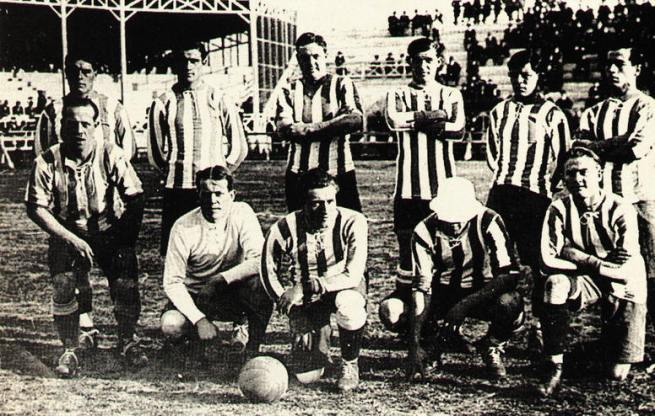
Argentinas trupp under mästerskapet

## Slutställning
| Nr | SM 1916   | S | V | O | F | GM | IM | MS | P |
| -- | --------- | - | - | - | - | -- | -- | -- | - |
| 1  | Uruguay   | 3 | 2 | 1 | 0 | 6  | 1  | +5 | 5 |
| 2  | Argentina | 3 | 1 | 2 | 0 | 7  | 2  | +5 | 4 |
| 3  | Brasilien | 3 | 0 | 2 | 1 | 3  | 4  | −1 | 2 |
| 4  | Chile     | 3 | 0 | 1 | 2 | 2  | 11 | −9 | 1 |

## Matcher
|  | 2 juli | Uruguay                                            | 4 – 0   | Chile | Estadio GEBA                                               |                                                            |
|  |        | José Piendibene 44′, 75′ Isabelino Gradín 55′, 70′ | (1 – 0) |       | Buenos Aires Publik: 3 000 Domare: Hugo Gronda (Argentina) | Buenos Aires Publik: 3 000 Domare: Hugo Gronda (Argentina) |
|  |        |                                                    |         |       | Buenos Aires Publik: 3 000 Domare: Hugo Gronda (Argentina) | Buenos Aires Publik: 3 000 Domare: Hugo Gronda (Argentina) |
|  |        |                                                    |         |       | Buenos Aires Publik: 3 000 Domare: Hugo Gronda (Argentina) | Buenos Aires Publik: 3 000 Domare: Hugo Gronda (Argentina) |

|  | 6 juli | Argentina                                                                                     | 6 – 1   | Chile              | Estadio GEBA                                                  |                                                               |
|  |        | Alberto Ohaco 2′, 75′ Juan Domingo Brown 60′ (str.), 62′ (str.) Alberto Marcovecchio 67′, 81′ | (1 – 1) | Telésforo Báez 44′ | Buenos Aires Publik: 18 000 Domare: Sidney Pullen (Brasilien) | Buenos Aires Publik: 18 000 Domare: Sidney Pullen (Brasilien) |
|  |        |                                                                                               |         |                    | Buenos Aires Publik: 18 000 Domare: Sidney Pullen (Brasilien) | Buenos Aires Publik: 18 000 Domare: Sidney Pullen (Brasilien) |
|  |        |                                                                                               |         |                    | Buenos Aires Publik: 18 000 Domare: Sidney Pullen (Brasilien) | Buenos Aires Publik: 18 000 Domare: Sidney Pullen (Brasilien) |

|  | 8 juli | Brasilien       | 1 – 1   | Chile       | Estadio GEBA                                              |                                                           |
|  |        | Demósthenes 29′ | (1 – 0) | Salazar 85′ | Buenos Aires Publik: 15 000 Domare: León Peyrou (Uruguay) | Buenos Aires Publik: 15 000 Domare: León Peyrou (Uruguay) |
|  |        |                 |         |             | Buenos Aires Publik: 15 000 Domare: León Peyrou (Uruguay) | Buenos Aires Publik: 15 000 Domare: León Peyrou (Uruguay) |
|  |        |                 |         |             | Buenos Aires Publik: 15 000 Domare: León Peyrou (Uruguay) | Buenos Aires Publik: 15 000 Domare: León Peyrou (Uruguay) |

|  | 10 juli | Argentina       | 1 – 1   | Brasilien   | Estadio GEBA                                             |                                                          |
|  |         | José Laguna 10′ | (1 – 1) | Alencar 23′ | Buenos Aires Publik: 16 000 Domare: Carlos Fanta (Chile) | Buenos Aires Publik: 16 000 Domare: Carlos Fanta (Chile) |
|  |         |                 |         |             | Buenos Aires Publik: 16 000 Domare: Carlos Fanta (Chile) | Buenos Aires Publik: 16 000 Domare: Carlos Fanta (Chile) |
|  |         |                 |         |             | Buenos Aires Publik: 16 000 Domare: Carlos Fanta (Chile) | Buenos Aires Publik: 16 000 Domare: Carlos Fanta (Chile) |

|  | 12 juli | Uruguay                               | 2 – 1   | Brasilien              | Estadio GEBA                                             |                                                          |
|  |         | Isabelino Gradín 58′ José Tognola 77′ | (0 – 1) | Arthur Friedenreich 8′ | Buenos Aires Publik: 15 000 Domare: Carlos Fanta (Chile) | Buenos Aires Publik: 15 000 Domare: Carlos Fanta (Chile) |
|  |         |                                       |         |                        | Buenos Aires Publik: 15 000 Domare: Carlos Fanta (Chile) | Buenos Aires Publik: 15 000 Domare: Carlos Fanta (Chile) |
|  |         |                                       |         |                        | Buenos Aires Publik: 15 000 Domare: Carlos Fanta (Chile) | Buenos Aires Publik: 15 000 Domare: Carlos Fanta (Chile) |

Matchen mellan Argentina och Uruguay den 16 juli 1916 avbröts efter sex minuters spel på grund av slagsmål mellan åskådare. Bråket spred sig till planen, och sammandrabbningen slutade med att träläktarna brann. Matchen kunde inte spelas om på Estadio GEBA, och flyttades till Estadio Racing Club. Ställningen vid spelet på Estadio GEBA förklarades fortsatta, och matchen fortsatte i Avellaneda.
|  | 16 juli | Argentina | Avbruten match             | Uruguay | Estadio GEBA |              |
|  |         |           | (Flyttad till den 17 juli) |         | Buenos Aires | Buenos Aires |
|  |         |           |                            |         | Buenos Aires | Buenos Aires |
|  |         |           |                            |         | Buenos Aires | Buenos Aires |

|  | 17 juli | Argentina | 0 – 0 | Uruguay | Estadio Racing Club                                    |  |
|  |         |           |       |         | Avellaneda Publik: 17 000 Domare: Carlos Fanta (Chile) |  |
|  |         |           |       |         |                                                        |  |
|  |         |           |       |         |                                                        |  |

## Statistik

### Målskyttar
3 mål
- Isabelino Gradín

2 mål
| - Juan Domingo Brown | - Alberto Marcovecchio | - Alberto Ohaco | - José Piendibene |

1 mål
| - José Laguna - Alencar | - Demósthenes - Arthur Friedenreich | - Telésforo Báez - Hernando Salazar | - José Tognola |